# Лисиче (селище)
Ли́сиче — селище Амвросіївської міської громади Донецького району Донецької області, Україна. Було адміністративним центром Лисиченської сільської ради.

## Загальні відомості
Відстань до Амвросіївки становить близько 23 км і проходить автошляхом Т 0507.
Поблизу Лисичого виявили великі запаси крейди. Видобуток крейди ведеться з 1928 року і використовується у виробництві цементу Амвросіївським цементним комбінатом.
Унаслідок російської військової агресії із серпня 2014 р. Лисиче перебуває на території ОРДЛО.

## Географія
На сході від селища бере початок річка Калинова, права притока Кринки.

## Символіка
Символіка селища не є офіційною і створена в рамках проєкту "Донеччина в Гербах"
На зеленому щиті зі срібною токною гострозубою главою золота лисиця ліворуч з головою повернутою праворуч, біля якої срібний глечик.
Зелений щит символізує балку Лисичу, в якій розташоване селище і яка дала йому назву. Срібна глава символізує знайдені штольні, майстерні та кургани доби міді-бронзи та сарматські поховання. Деякі джерела зазначають, що курганів лише 2, але їх близько 14, і це без інших знахідок. 
Центральний елемент - золота лисиця зі срібними елементами відсилає до назви селища. Лисиця обернута до кордону тулубом, а погляд від нього не відводить, щоб не втрачати пильність. Глечик з молоком, що оберігає лисиця, символізує захист свого від зазіхання чужинців.
Срібний глечик також символізує, що свого часу селище було передовим у галузі м'ясо-молочного тваринництва.

## Історія
Забудовуватися селище почалося у 1928 році в балці Лисичій. Від якої власне і отримало свою назву. 

### Війна на сході України
23 серпня 2014 року вранці військовослужбовцями Національної гвардії України було знищено техніку та живу силу проросійських бойовиків і військовослужбовців 15-ї мотострілецької бригади Збройних сил РФ; було знищено 16 одиниць техніки, з яких 9 — військові вантажівки з живою силою, зброєю, боєприпасами та паливом.

## Населення
Згідно з переписом УРСР 1989 року чисельність наявного населення селища становила 1434 особи, з яких 686 чоловіків та 748 жінок.
За даними перепису 2001 року населення селища становило 1303 особи, з них 17,88 % зазначили рідною мову українську та 81,58 % — російську.